# Lilla Enskär
Lilla Enskär (finska Vähä-Enskeri) är en ö i Finland. Den ligger i Bottenhavet och i kommunen Björneborg i den ekonomiska regionen  Björneborgs ekonomiska region i landskapet Satakunta, i den sydvästra delen av landet. Ön ligger omkring 30 kilometer nordväst om Björneborg och omkring 250 kilometer nordväst om Helsingfors.
Öns area är 17,9 hektar och dess största längd är 1 kilometer i nord-sydlig riktning.